# Château du Frêne (Champéon)
Pour les articles homonymes, voir Château du Fresne.
Le château du Fresne ou du Frêne est un château du XVIe siècle, situé à Champéon, dans le département français de la Mayenne à 2 500 mètres au Sud-Ouest du bourg. Ce château est une propriété privée.

## Désignation
- G. de Fraxino, 1245 (Cartulaire de l'Abbaye de Savigny).
- H. de Fraxino, 1254 (Cartulaire de l'Abbaye de Savigny).
- B. dou Fresne, 1312 (Bibliothèque nationale de France, fr. 8.736).
- Château, chapelle, hôtellerie sur la route de Lassay (Hubert Jaillot)
- Village (Carte de Cassini).

## Histoire

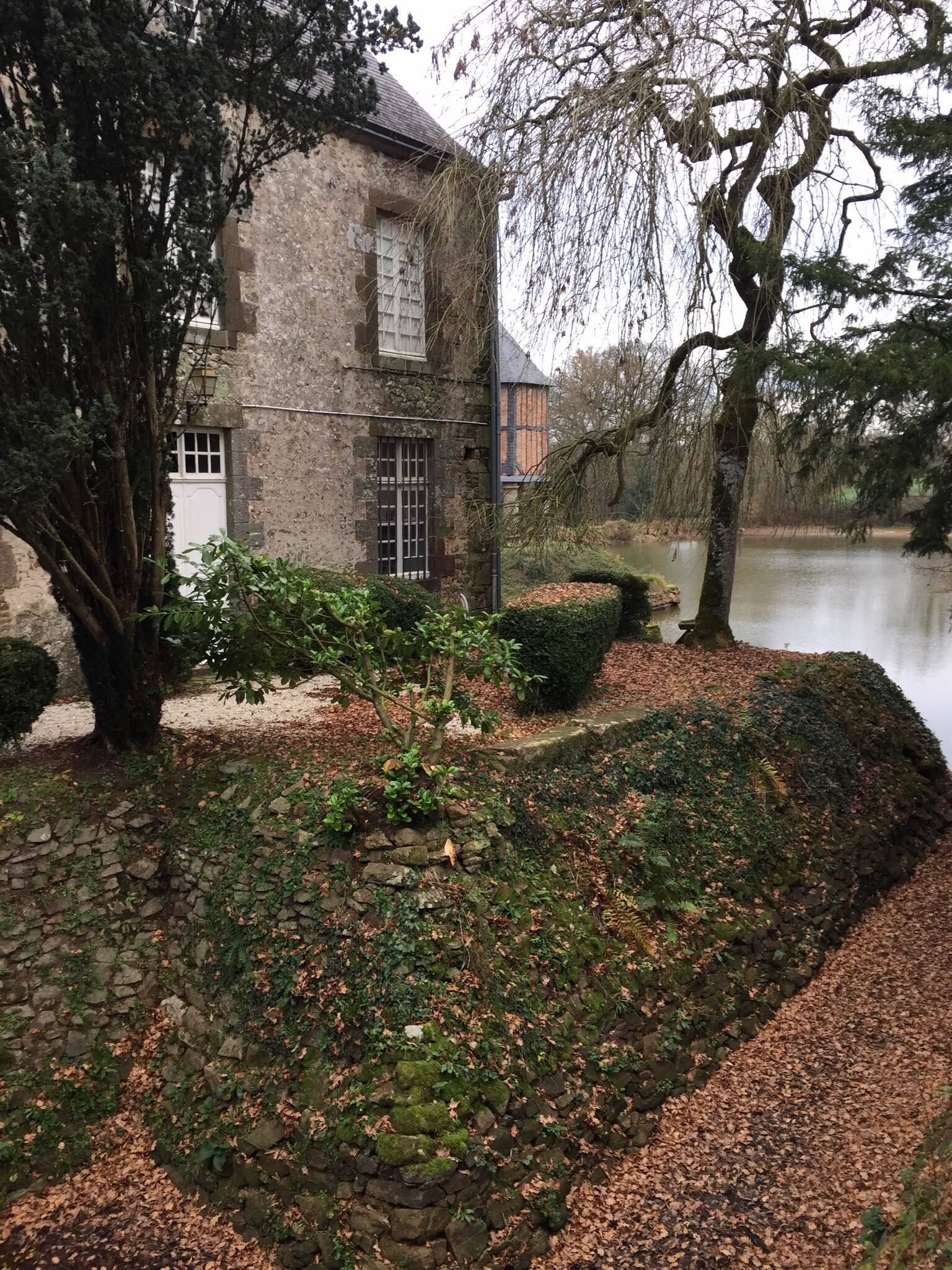
Le jardin arrière du château.

### Féodalité
Fief mouvant de Lassay et de Mayenne. Louis-Charles de Beauregard dit relever de Lassay « pour ses fiefs, hommes et sujets de Champéon, Poulay, Montreuil, autrement dits de Landepoutre, situés ès dites paroisses, et ne doit plus que 12 deniers, Jean de Landepoutre ayant été déchargé de 15 sols par transaction avec Jean de Vendosme, seigneur de Lassay, le 5 septembre 1469 ». 
Il s'agit sans doute ici pour l'Abbé Angot de féages distincts de la seigneurie.

## Description
L'abbé Angot indique que nombreuses dates avec inscriptions ou armoiries indiquent l'âge et les auteurs des diverses constructions.
Construit en 1589 sur une plaque de granite, monument médiéval, le château est entouré d'une douve, avec un étang artificiel et un colombier sur colonnes.  Le colombier, élevé sur huit colonnes dans une île, au milieu des douves, reste comme un rare spécimen de ce genre d'édifices.
Reconstruit au XVIIe siècle, remanié et décoré au XVIIIe siècle, il contient une grande salle ornée de boiseries et de peintures. Dans une autre pièce, également boisée, est peint sur le trumeau de la cheminée le Jugement de Salomon. Des douves entourent les jardins. 
Les deux pièces à décor du rez-de-chaussée et le pigeonnier sont classés au titre des Monuments historiques depuis le 8 septembre 2008, la chapelle et les dépendances sont inscrits depuis le 17 avril 1986. 

## Chapelle
La chapelle, avec son pignon élevé, sa porte ogivale, sa fenêtre à redents du XIVe siècle, est un édifice bâti en assises de pierres de taille. En 1680, par acte testamentaire du 19 et du 20 juillet 1680, Henriette et Marie-Catherine de Beauregard, au moment de faire profession chez les Calvairiennes de Mayenne, chargèrent leurs frères et sœurs d'une fondation de trois messes qui fut retardée par des procès jusqu'en 1688, et assise sur la métairie de la Chouanne. La cloche de la chapelle, toujours en place, est au nom de François de Beauregard et de Renée de la Dufferie

## Révolution française
Michel Cibois, né à Niort, vicaire au Horps puis à Champfleur, se retirait, dit un rapport de police, au château du Frêne en 1798 et était conduit ordinairement par le nommé Gillot, du village de Churin. 
René Morice, dit Monte-à-l'assaut, Chouan, demeurait au Petit-Frêne, 2 septembre 1799.[réf. nécessaire]

### Sources et bibliographie
- « Château du Frêne (Champéon) », dans Alphonse-Victor Angot et Ferdinand Gaugain, Dictionnaire historique, topographique et biographique de la Mayenne, Laval, A. Goupil, 1900-1910 [détail des éditions] (BNF 34106789, présentation en ligne) , reposant notamment sur :
  - Insinuations ecclésiastiques
  - Registre paroissial
  - Almire Bernard, manuscrit.
  - A. Joubert, Le Port-Joulain.
  - Cartulaire de l'Abbaye de Fontaine-Daniel.
  - Bonneserre de Saint-Denis, La maison d'Anthenaise.